# 李家峡水库
李家峡水库位于中国青海省尖扎县西北，是以发电为主，兼具灌溉、防洪等功能的大型水库。水库建于黄河干流，位于龙羊峡水库、拉西瓦水库下游，刘家峡水库上游。毗邻坎布拉国家森林公园。李家峡水电站是目前世界上最大的双排机水电站，在拉西瓦水电站建成前是西北最大的水电站。